# آفتاب‌روی
آفتاب‌روی یک منطقهٔ مسکونی در تاجیکستان است که در ولایت سغد واقع شده‌است.

## خصوصیات
آپتیورای ۷۹۷ متر بالاتر از سطح دریا واقع شده‌است.